# (1086) Nata
(1086) Nata est un astéroïde de la ceinture principale, découvert par Sergei Ivanovich Belyavsky et Nikolaj Ivanov le 25 août 1927. Sa désignation temporaire est 1927 QL.
Il tire son nom d'une parachutiste soviétique du début du xxe siècle (1915-1936) Nata Babouchkina. 

## Orbite
Nata a un périhélie de 2,99 UA. Son excentricité est de 0,05168 et son inclinaison de 8,35°.

## Caractéristiques
Nata est très gros car il mesure 70 km. Son albédo est de 0,15 et sa magnitude absolue de 9,30.